# Akbar II
'Abu Nasir Mu'in ud-din Muhammad Akbar Shah II Mughal (in urdu اکبر شاہ ثانی‎?, Akbar Shāh thānī) (Mukundpur, 22 aprile 1760 – Delhi, 28 settembre 1837) è stato un imperatore indiano e il penultimo Imperatore mughal dell'India. Regnò dal 1806 al 1837. Era il secondo figlio di Shāh ʿĀlam II e padre di Bahādur Shāh II.
Akbar ebbe di fatto assai scarso potere, vista la rampante influenza britannica della Compagnia britannica delle Indie Orientali in India. Spedì Ram Mohan Roy come suo ambasciatore presso i britannici, attribuendogli il rango di Raja. Durante il suo regno, nel 1835, la Compagnia delle Indie non si riconobbe più come soggetta formalmente a lui ed emise moneta a proprio nome. Le scritte in persiano delle monete della Compagnia furono a tal fine cancellate.
Akbar II è accreditato per aver dato vita alla celebrazione hindu-islamica del Phul Walon Ki Sair. La sua tomba è posta accanto alla dargah del sant'uomo sufi centrasiatico del XIII secolo Quṭb al-Dīn Bakhtiyār Kākī a Mehrauli (periferia meridionale di Delhi, dove sorge anche il Complesso di Qutb).

## Gioventù

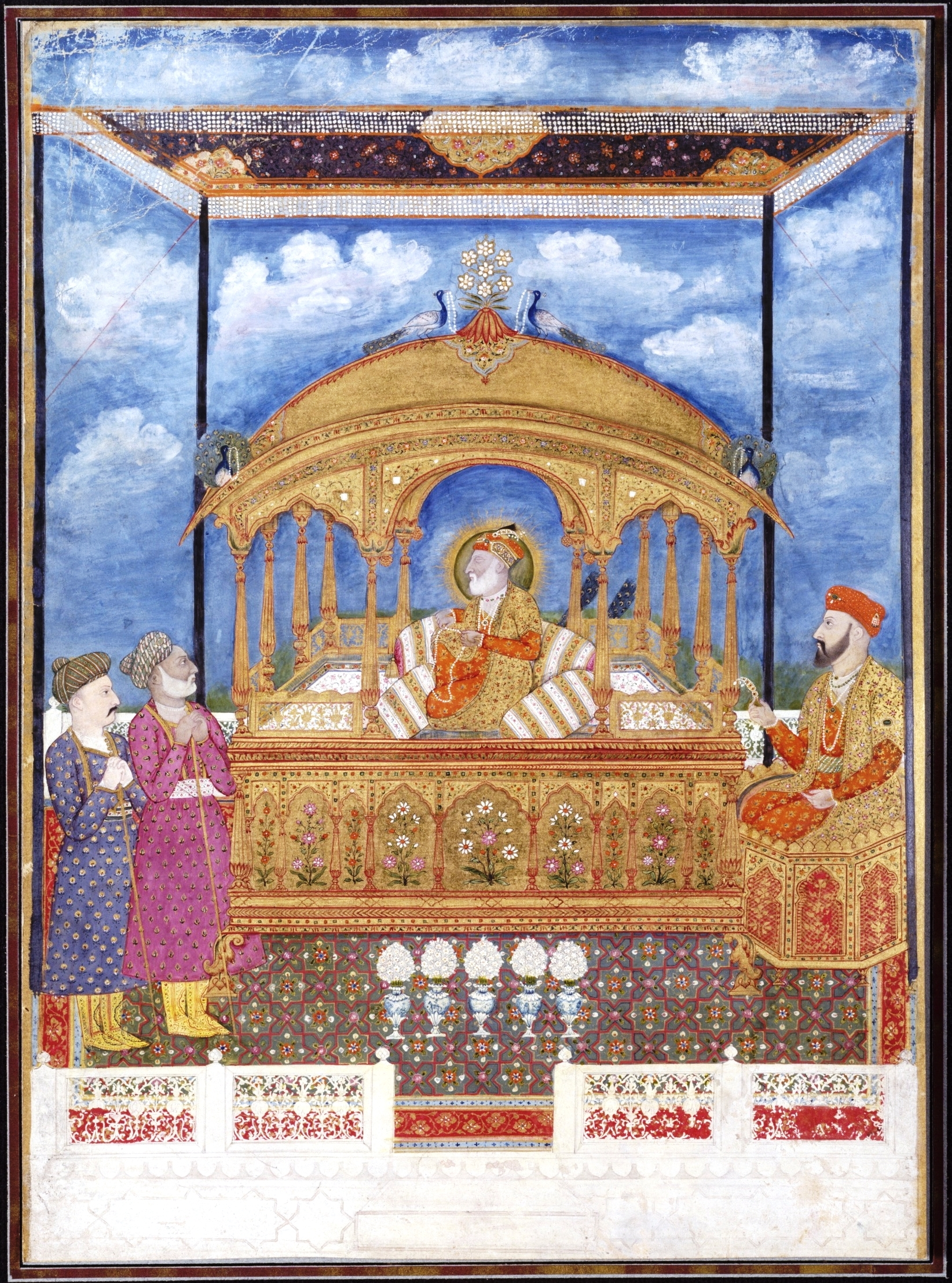
Il principe ereditario seduto accanto al suo genitore cieco Shāh ʿĀlam II (c. 1800)

Il Principe Mīrzā Akbar nacque il 22 aprile 1760, figlio dell'Imperatore mughal Shāh ʿĀlam II a Mukundpur, Satna, mentre suo padre era in esilio. Il 2 maggio, nel Forte Rosso di Delhi, fu elevato al rango di Principe ereditario col titolo di Wali ʿahd Bahādur, dopo la morte di suo fratello maggiore. Nel 1782 fu nominato viceré di Delhi, carica che mantenne fino al 1799.Quando l'eunuco rinnegato Ghulām Qādir prese Delhi, il giovane Principe Mīrzā Akbar fu costretto a danzare assieme ad altre principesse e principi mughal e di questa umiliazione subita col resto della famiglia rese testimonianza in seguito, come anche della fame che fu costretto a patire. Quando l'afghano Mahmūd Shāh fu costretto alla fuga, Mīrzā Akbar divenne Imperatore, col nome di Akbar Shāh II, e conservò questa posizione fin quando il padre Shāh ʿĀlam II fu reinsediato sul trono nel gennaio del 1788.

## Regno

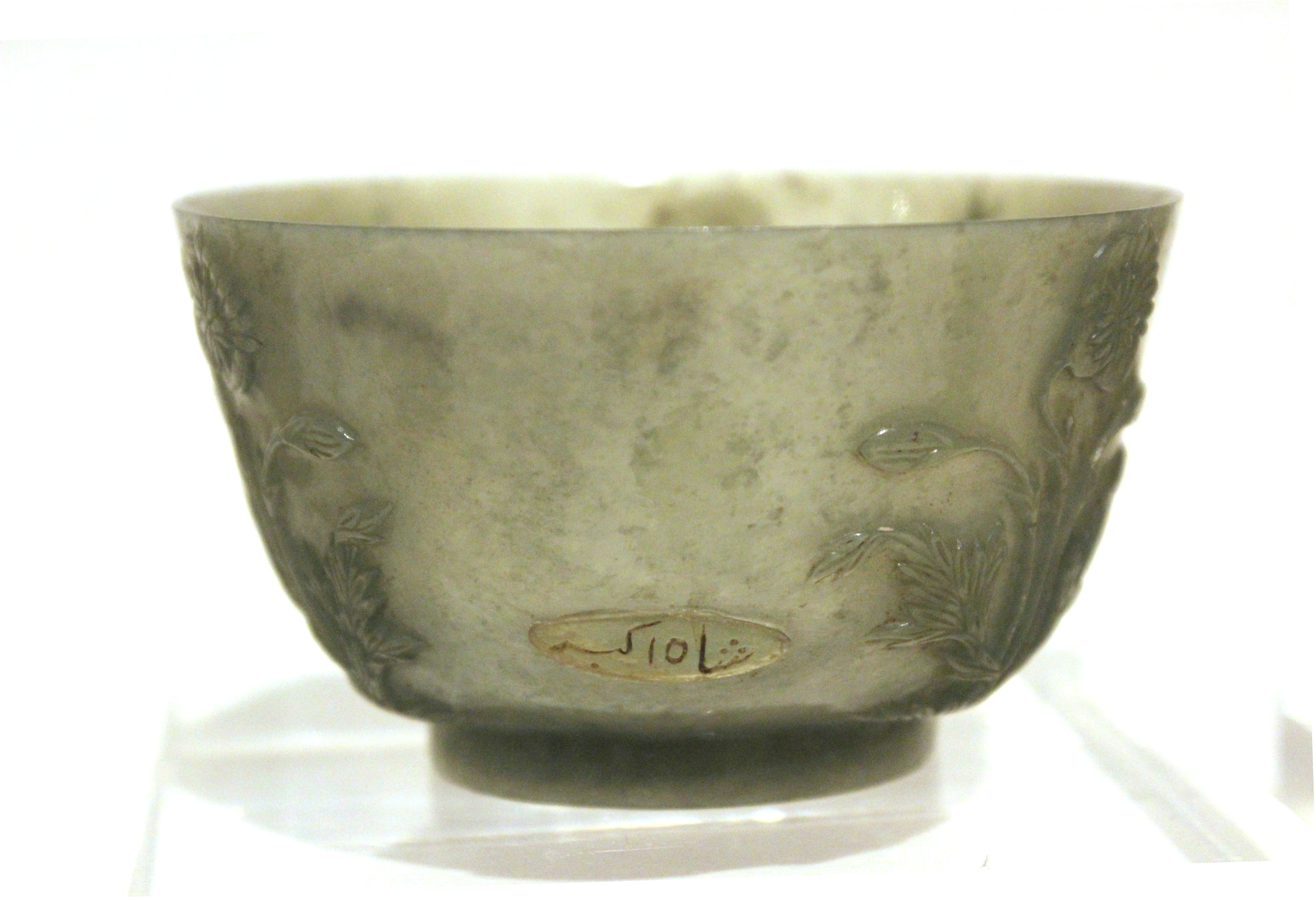
Bacinella in giada recante la scritta dell'Imperatore

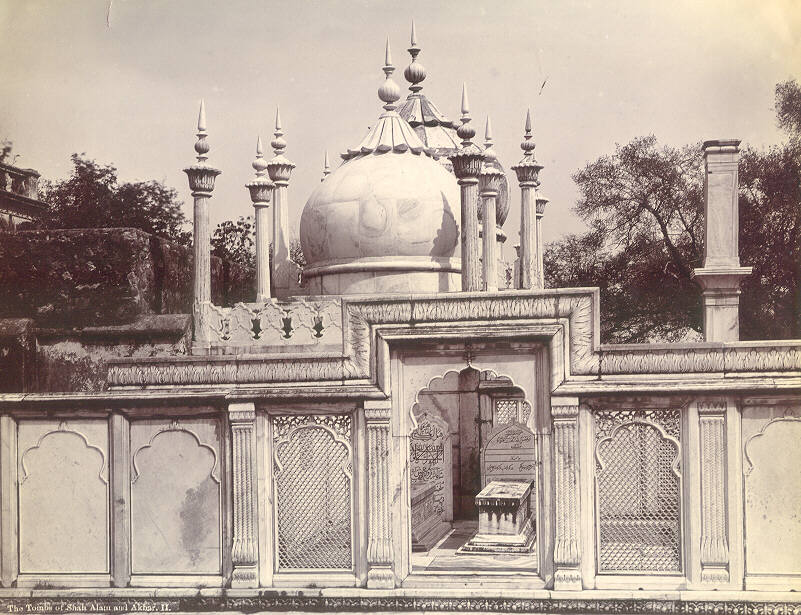
Le tombe di Akbar II e di suo padre Shāh ʿĀlam II a Mehrauli (Zafar Mehal) a Delhi

L'Imperatore Akbar II regnava su un impero nominalmente esteso ma in effetti limitato al solo Forte Rosso di Delhi. La vita culturale fiorì nondimeno in modo sensibile durante il suo regno. Tuttavia il suo atteggiamento nei confronti della Compagnia delle Indie, specialmente verso Lord Hastings, cui rifiutò di concedere udienza in termini diversi da quelli dell'assoggettamento alla sovranità mughal, per quanto pretesi in modo onorevole per l'esponente britannico, frustrò il britannico, che per suo conto lo considerava alla stregua di un mero pensionato della Compagnia. L'esponente britannico anzi ridusse nel 1835 la sua nominale autorità a quella di "semplice" 'Re di Delhi' e la Compagnia britannica delle Indie Orientali cessò di agire come delegata dell'Impero Mughal come aveva fatto tra il 1803 e il 1835. Simultaneamente i britannici rimpiazzarono il testo persiano delle scritte sulle monete con testi in lingua inglese, senza che fosse più citato il nome dell'Imperatore.
I britannici incoraggiarono anche il Nawwāb di Awadh (o Oudh) e il Niẓām di Hyderabad ad assumere titolature regali per sminuire ulteriormente lo status imperiale mughal e la sua influenza. Il Niẓām non acconsentì, mentre il Nawwāb di Awadh lo fece. 
Logico che l'Imperatore concedesse quindi il titolo di Nawwāb anche al signore di Tonk e di Jaora.
La sua tomba si trova nei pressi della dargah del XIII secolo] dedicata al Sufi Quṭb al-Dīn Bakhtiyār Kākī a Mehrauli, in una struttura marmorea, accanto a quella di Bahādur Shāh I (Shāh ʿĀlam I) e Shāh ʿĀlam II.

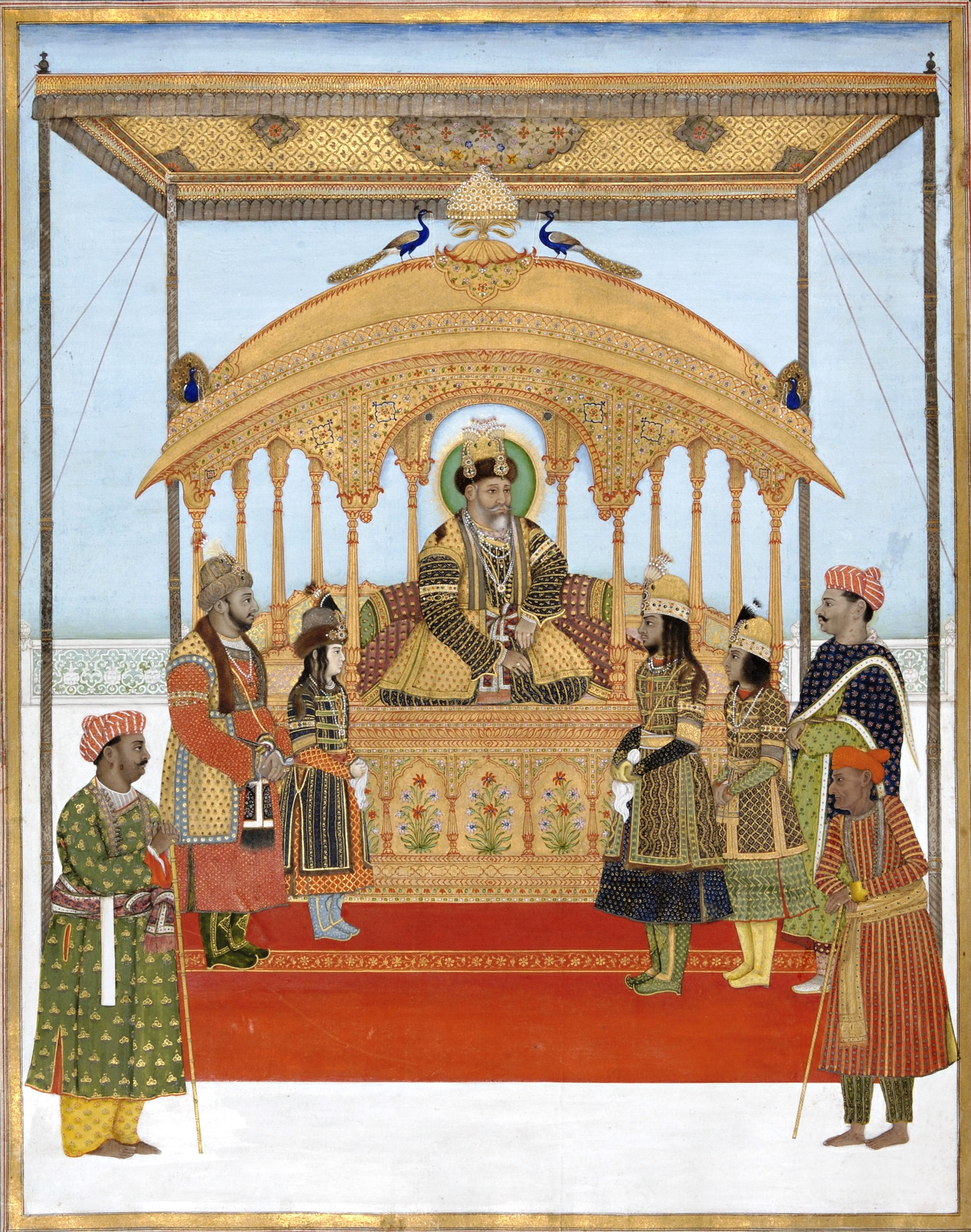
Akbar II concede udienza nella sala del Trono del Pavone.
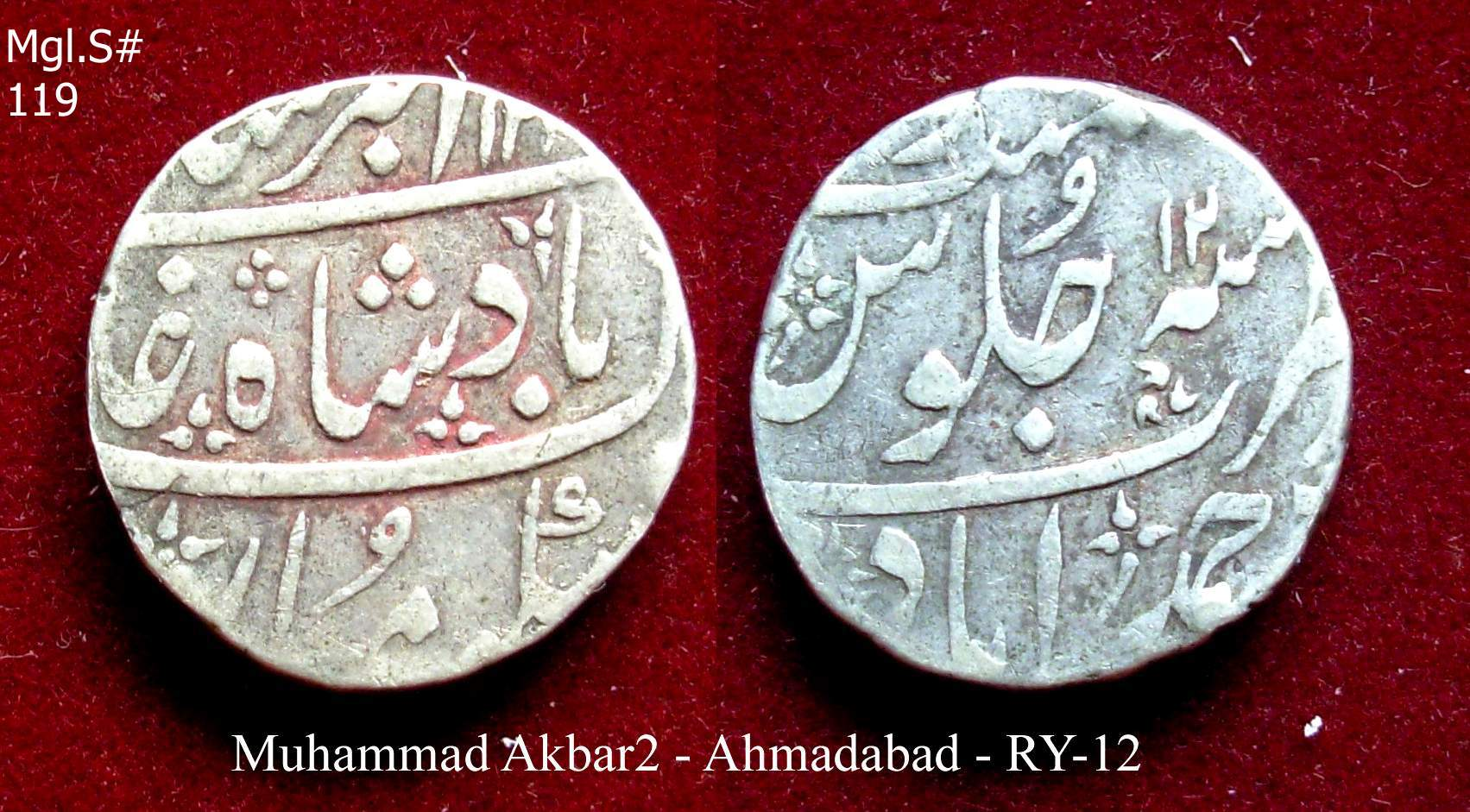
Rupia argentea di Akbar II.
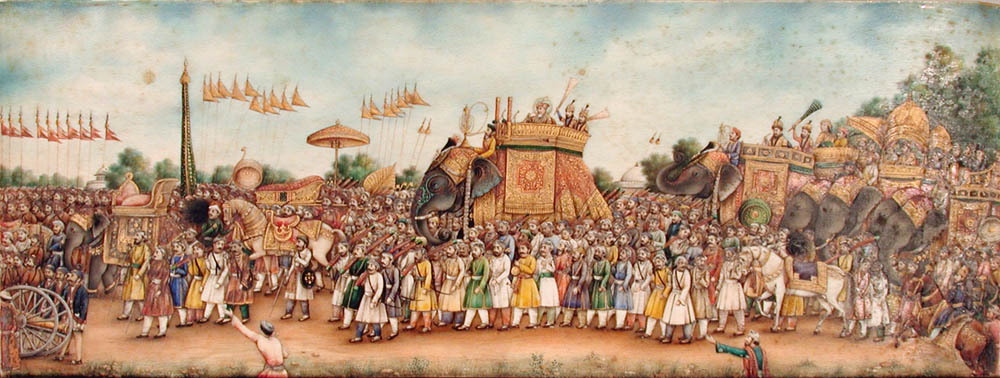
Akbar Shāh II su un elefante in un corteo (18359

## Discendenti

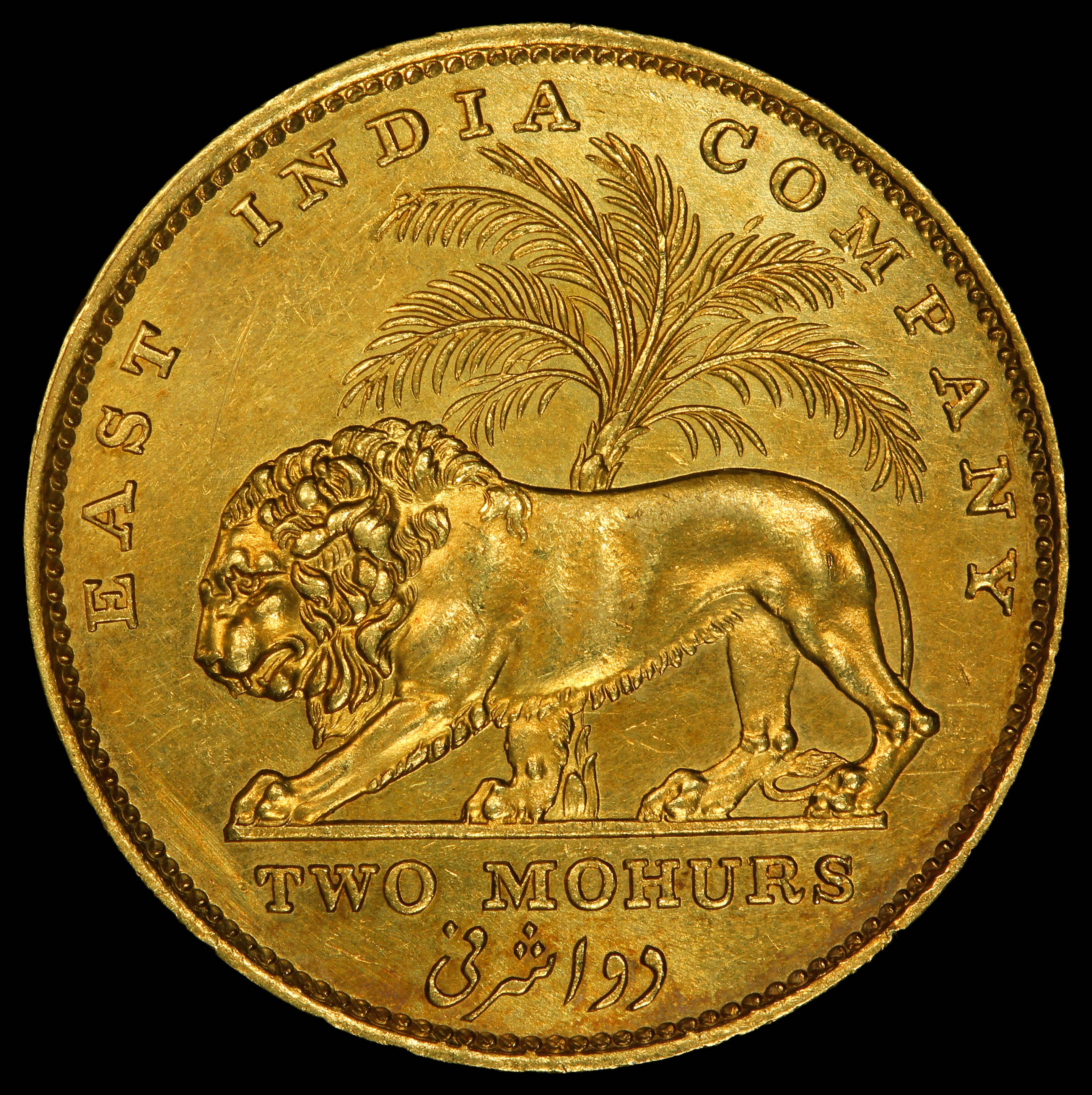
Una moneta della Compagnia delle Indie, coniata nel 1835, con la raffigurazione di ʿAlī il leone (Nad-e 'Ali) e l'albero sacro di Kerbelāʾ.

Dopo i Moti indiani del 1857, i cugini di Mīrzā Mughal, figlio di Bahādur Shāh Ẓafar, a sua volta figlio di Akbar II, fuggirono per paura della loro cattura da parte britannica nelle aree circostanti a Delhi. Il Principe Mīrzā Mughal, erede designato, fu ucciso in battaglia. Molti principi sopravvissuti s'insediarono in varie province dell'India, altri in Birmania e Bengala, mentre un gran numero di altri familiari (tra cui l'Imperatore Bahādur Shāh II furono esiliati a Rangoon (attuale Myanmar).